# 微羽油鯰
微羽油鯰（学名：Imparfinis minutus）為輻鰭魚綱鯰形目鼬鯰科的其中一種，為熱帶淡水魚，分布於南美洲聖弗朗西斯科河流域，體長可達12公分，棲息在底層水域，生活習性不明。
其种加词“minutus”意为“微小的”。